# Stauseelesung von Leipzig
Die Stauseelesung von Leipzig war ein Ereignis der deutschen Literatur- und Zeitgeschichte, das im Kontext der staatlichen Zensur von Literatur und Kunst durch den zentralistisch ausgerichteten Machtapparat der DDR stattfand.

## Historischer Hintergrund
Die DDR-Regierung kontrollierte seit Beginn ihrer Existenz Presse und Künstler. Druckerzeugnisse wurden zensiert, Autoren von systemkritischen Texten überwacht, schikaniert und im Wiederholungsfalle verhaftet. Mitarbeiter des Ministeriums für Staatssicherheit wurden in sämtliche öffentlichen Institutionen, aber auch inoffizielle Kreise, Autorengruppen und Untergrundbewegungen eingeschleust. Der Prager Frühling demonstrierte eindrucksvoll die Macht der sozialistischen Regierung gegenüber Bewegungen für eine menschenwürdige Auslegung des Sozialismus. Der Lyriker Siegmar Faust hatte durch seine eigene Lesereihe „Unzensierte Lyrik“ bereits die Aufmerksamkeit der Staatssicherheit auf sich gezogen, zweimal wurde er von seinen Studien (Kunsterziehung und Geschichte, 1964–66, Karl-Marx-Universität Leipzig, und Literaturinstitut „Johannes R. Becher“, 1968) exmatrikuliert und arbeitete kurzzeitig als Motorbootfahrergehilfe.

## Ablauf der Stauseelesung
Im Sommer 1968 initiierte Faust – zusammen mit Andreas Reimann – eine Lesung auf einem Fahrgastschiff auf dem Leipziger Elsterstausee. Die Lesung in den Abendstunden des 26. Juni war nicht angemeldet und verstieß damit bereits gegen die Rechtsauffassung der DDR. Zu den etwa 30 Teilnehmern der Lesung gehörten u. a. Gert Neumann, Heidemarie Härtl, Bernd-Lutz Lange, Dietrich Gnüchtel. Faust eröffnete die Lesung mit Auszügen aus dem von Alexander Dubček reformierten Parteiprogramm der Kommunistischen Partei der Tschechoslowakei. Gelesen wurden danach poetische Texte der Teilnehmer Kristian Pech, Siegmar Faust und Friederike Techel, alle damals Studenten. Ebenfalls teilnehmend war der Heizer Wolfgang Hilbig, der als literarisches Talent entdeckt wurde. Hilbig und Faust kannten sich bereits aus dem Zirkel Schreibender Arbeiter „Heinz Rusch“, den der Schriftsteller Manfred Künne leitete. Künne wurde später als IM der Staatssicherheit enttarnt (Tarnname „Frank“).

## Folgen der Stauseelesung
Über die Lesung an Bord der MS „Weltfrieden“ berichtete mindestens ein Informant der Staatssicherheit (IM „Kretschmar“), der allerdings nicht anwesend war und die Veranstaltung im Nachhinein protokollierte. In der Folge wurde der bereits zweimal exmatrikulierte Siegmar Faust der Stadt mit einer 24-Stunden-Frist verwiesen, was diesen unter erheblichen Druck setzte. Gert Neumann und dessen spätere Ehefrau Heidemarie Härtl wurden 1969 exmatrikuliert und auch Kristian Pech wurde aus dem Studium „in die Produktion beurlaubt“. Es folgten Partei- und Verbandsausschlüsse für Faust und Neumann. Faust und Reimann wurden zudem aufgrund ihrer fortwährenden Dissidenz unter falschen Anschuldigungen zu mehrjährigen Haftstrafen verurteilt. Nachdem Robert Havemann bei Erich Honecker wegen der extremen Haftbedingungen interveniert hatte, wurde Faust vorzeitig auf freien Fuß gesetzt und siedelte 1976 nach West-Berlin um. Hilbig wurde im Nachgang der Stauseelesung als "feindlich-negativer Nachwuchsschriftsteller" eingestuft und stand fortan im Fokus der Staatssicherheit.

## Rezeption
2003 produzierten Ralph Grüneberger und Gerhard Pötzsch für den MDR und den Rundfunk Berlin-Brandenburg das Radiofeature „Das sächsische Meer: Schriftsteller und der Prager Frühling in Leipzig“. Daraufhin beauftragte im Jahr 2004 die Freie Literaturgesellschaft e.V. Leipzig Ralph Grüneberger, die Ausstellung „gegen den strom“ (Titel nach einer Gedichtzeile von Wolfgang Hilbig) zu erarbeiten. Die Ausstellung besteht in Form von Bannern als Wanderausstellung. Die gleichzeitig geschaffene virtuelle Ausführung für das Internet wurde von der Freien Literaturgesellschaft 2007 gelöscht. Die Wanderausstellung wurde seit 2004 an zahlreichen Standorten in Deutschland gezeigt, u. a. in der Runden Ecke, in der Stasi-Gedenkstätte Hohenschönhausen, im Zonengrenzmuseum Helmstedt, in der Gedenkbibliothek zu Ehren der Opfer des Kommunismus in Berlin, sowie in Schulen und in der Leipziger Stadtbibliothek. Mehr als 22.000 Menschen haben diese Ausstellung bisher gesehen. Ein begleitender Ausstellungskatalog enthält umfangreiches Bild- und Textmaterial zu den Hintergründen der Stauseelesung. Der von Ralph Grüneberger erarbeitete Katalog wurde von der Krostitzer Brauerei mit dem Historikerpreis ausgezeichnet. Der ebenfalls von Grüneberger und Pötzsch geschaffene Dokumentarfilm „In jenem beharrlichen Sommer…“ wird bei Ausstellungseröffnungen exklusiv gezeigt. Förderung erhielten der Dokumentarfilm bzw. die Ausstellung von der Sächsischen Landesanstalt für privaten Rundfunk und neue Medien und der Bundesstiftung zur Aufarbeitung der SED-Diktatur.